# Дзержно (Куявсько-Поморське воєводство)
Дзержно (пол. Dzierżno) — село в Польщі, у гміні Бродниця Бродницького повіту Куявсько-Поморського воєводства. Населення — 148 осіб (2011).

## Демографія
Демографічна структура станом на 31 березня 2011 року:
|          | Загалом | Допрацездатний вік | Працездатний вік | Постпрацездатний вік |
| -------- | ------- | ------------------ | ---------------- | -------------------- |
| Чоловіки | 77      | 18                 | 51               | 8                    |
| Жінки    | 71      | 14                 | 37               | 20                   |
| Разом    | 148     | 32                 | 88               | 28                   |